# Deborah Hyde
Deborah Hyde (IPA: ˈdɛbəɹə haɪd; Londen, 1965) is een Britse skepticus, folklorist, cultureel antropoloog en hoofdredacteur van The Skeptic. Ze schrijft en spreekt uitgebreid over bijgeloof, cryptozoölogie en geloof in het paranormale, met speciale aandacht voor de folklore, psychologie en sociologie achter deze verschijnselen. In het dagelijks leven is ze coördinator van make-upeffecten in de filmindustrie. Ze is ook een keer voorgesteld als een "vampierexpert".

## Vroege leven
Deborah Hyde's interesse in het bovennatuurlijke stamt uit haar kindertijd en ze schrijft het toe aan "te veel tijd hebben doorgebracht met gekke tantes". Terwijl andere meisjes meestal belangstelling hebben voor feeën en engelen, was zij altijd gefascineerd door "duistere dingen". Aanvankelijk geloofde ze erin, maar dat veranderde toen zij het boek The Black Arts: A Concise History of Witchcraft, Demonology, Astrology, and Other Mystical Practices Throughout the Ages (1967) ontdekte van occultismeschrijver Richard Cavendish. Hierdoor ging ze een meer analytische aanpak toepassen op deze fenomenen.

## Loopbaan buiten skepticisme
Jarenlang handelde Hyde in verzamelobjecten, waarvan enkele in New York. Die periode werd in de jaren negentig gevolgd door haar activiteiten als coördinator van make-up- en creatuureffecten en productiemanager voor film en televisie. Dit is ook haar huidige baan (vooral bij het opbouwen van sets).

### Bijdragen aan de filmindustrie
Deborah Hyde heeft bijgedragen aan verschillende films als staflid en coördinator in de make-upafdeling (verantwoordelijk voor prothesiologie en creatuureffecten in de horrorfilms Doghouse en 1408, make-upeffectencoördinator voor de dramafilm On a Clear Day). Ook heeft ze gewerkt als actrice in Doghouse (als de barvrouw) en The Brothers Grimm (als Corpse Queen).
Ze heeft zelfs bijgedragen aan Harry Potter en de Steen der Wijzen als een rank van de Duivelsstrik, een levensgevaarlijke magische wurgplant.
In 2013 was ze de producent van de korte film Wisdom, waarin ze ook de stem insprak van een van de speelfiguren.

## Loopbaan als skepticus
Hyde begon geloof in het bovennatuurlijke te onderzoeken en erover te schrijven in de jaren negentig en blogt sinds 2009 over deze onderwerpen onder de naam "Jourdemayne". Haar website is vernoemd naar Margery Jourdemayne, een geleerde 15e-eeuwse vrouw, die ook wel bekendstond als de "Heks van Eye" en in 1441 wegens hekserij veroordeeld werd tot de brandstapel te Smithfield bij Londen. Ze koos dit personage omdat "velen haar raad wensten vanwege haar kennis over duistere zaken" en dat lijkt een gemeenschappelijk thema te zijn tussen de twee.
In al haar blogposts en presentaties neemt Deborah Hyde een onderzoekende, begripvolle benadering aan ten aanzien van de onderlinge verwevenheid van folklore, geloofsstelsels, angst voor het onbekende en natuurverschijnselen.
In haar publieke optredens en geschriften heeft zij de volgende bovennatuurlijke fenomenen uitgebreid behandeld:
- Weerwolven[12][13][14]
- vampiers[4][15][16]
- Heksen[17]
- Demonen[18]
- Spoken[3]
- Feeën[19]
- Krampus[20][21][22]

### Publieke optredens in het Verenigd Koninkrijk

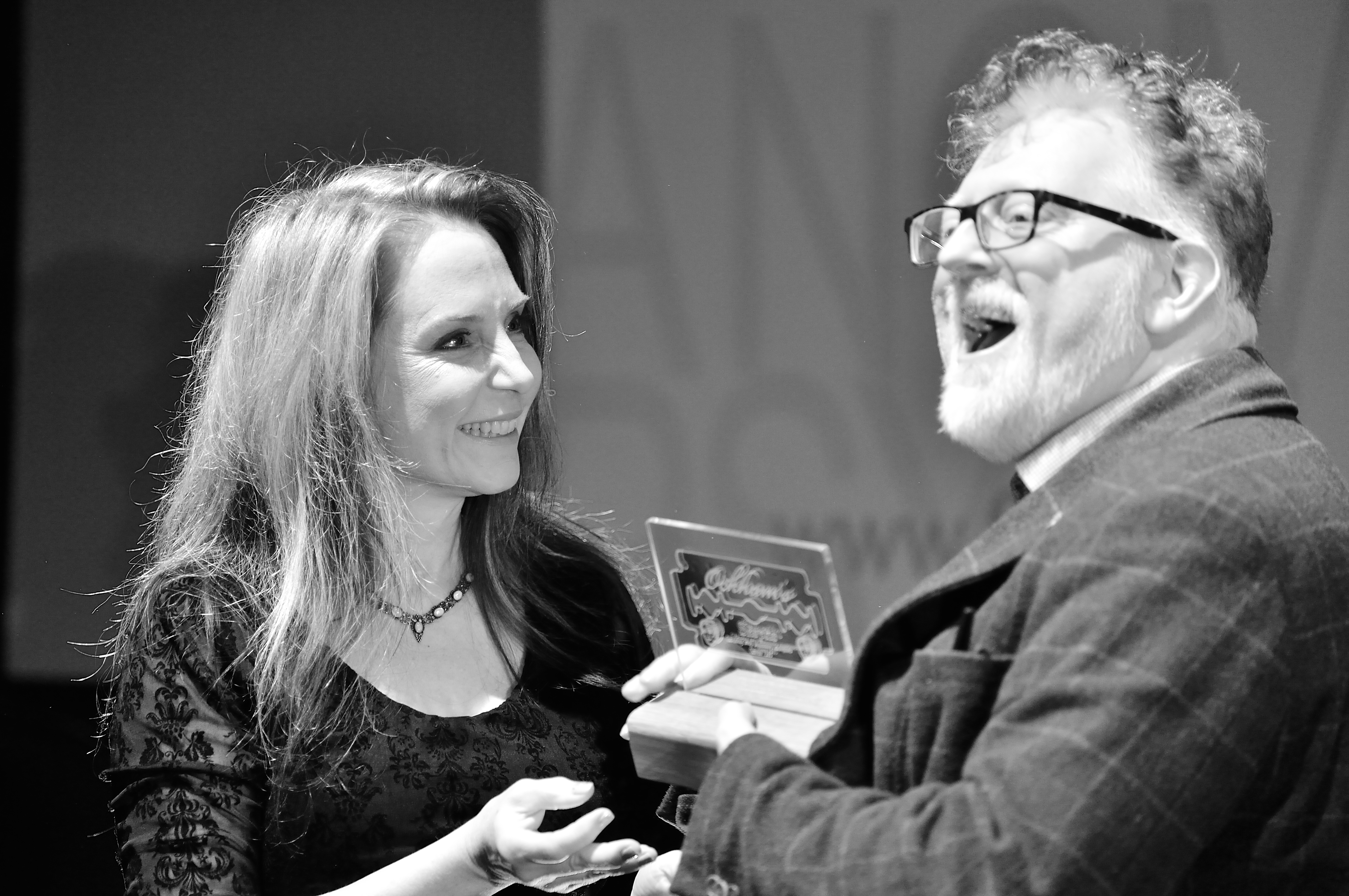
Hyde reikt de Ockham Editor's Choice Award uit aan Crispian Jago op QED 2016.

Hyde is uitgenodigd om te spreken bij verschillende evenementen zoals Skeptics in the Pub-bijeenkomsten in het gehele Verenigd Koninkrijk (Winchester, Liverpool, Birmingham, High Wycombe, Manchester, Greenwich, etc.) en bovendien op de internationale skeptische conferentie "QED: Question, Explore, Discover" in Manchester, waar ze standaard op het programma staat.
Hyde heeft ook twee keer gesproken bij Skeptics on the Fringe in Edinburgh met haar lezingen Interview With a Vampire Expert en The Natural History of the European Werewolf, die allebei goed werden ontvangen bij het publiek.

### Internationale optredens
Deborah Hydes presentaties op internationale conferenties buiten het Verenigd Koninkrijk hebben tot dusver vooral plaatsgevonden in de Verenigde Staten, waaronder een publieke lezing na Halloween over "The Natural History of the European Werewolf" bij de New York City Skeptics en een presentatie van dezelfde lezing bij Skepticon 5 in Springfield.
Ze is ook uitgenodigd door het Bulgaarse Ratio Forum for Popular Science in Sophia in 2013, waar ze een lezing gaf over vampiers en samen met Susan Blackmore aan een paneldiscussie deelnam.

### Betrokkenheid in zaak Enfield-klopgeest
In 2011 werd Deborah Hyde gevraagd om te participeren in een discussie in This Morning op ITV1 als expert om het skeptische perspectief te vertegenwoordigen over de beroemde zaak van de klopgeest van Enfield in 1977. Janet Hodgson, die destijds een kind was en diep geraakt was door de gebeurtenissen, had ook een uitzonderlijk optreden in de show, samen met parapsycholoog Guy Lyon Playfair. Beiden waren ernstig beledigd door de rationalistische verklaringen die Hyde uitte tijdens de discussie, waarover Playfair blogde.
Vanwege deze situatie heeft Hyde uiteindelijk geschreven over de zaak en de achtergrond ervan, met een algemene uitleg met verscheidende voorbeelden over waarom mensen kwaadaardige figuren om bang voor te zijn verzinnen.

### Andere activiteiten als skepticus
Ze was co-organisator van Westminster Skeptics en is nu als spreker verbonden aan de Soho Skeptics, een onafhankelijke denktank waar verschillende organisaties, schrijvers, filmmakers en podcasters aan verbonden zijn om lezingen, paneldiscussies en andere evenementen in Londen en omstreken te bevorderen.

## Hoofdredacteur vanThe Skeptic

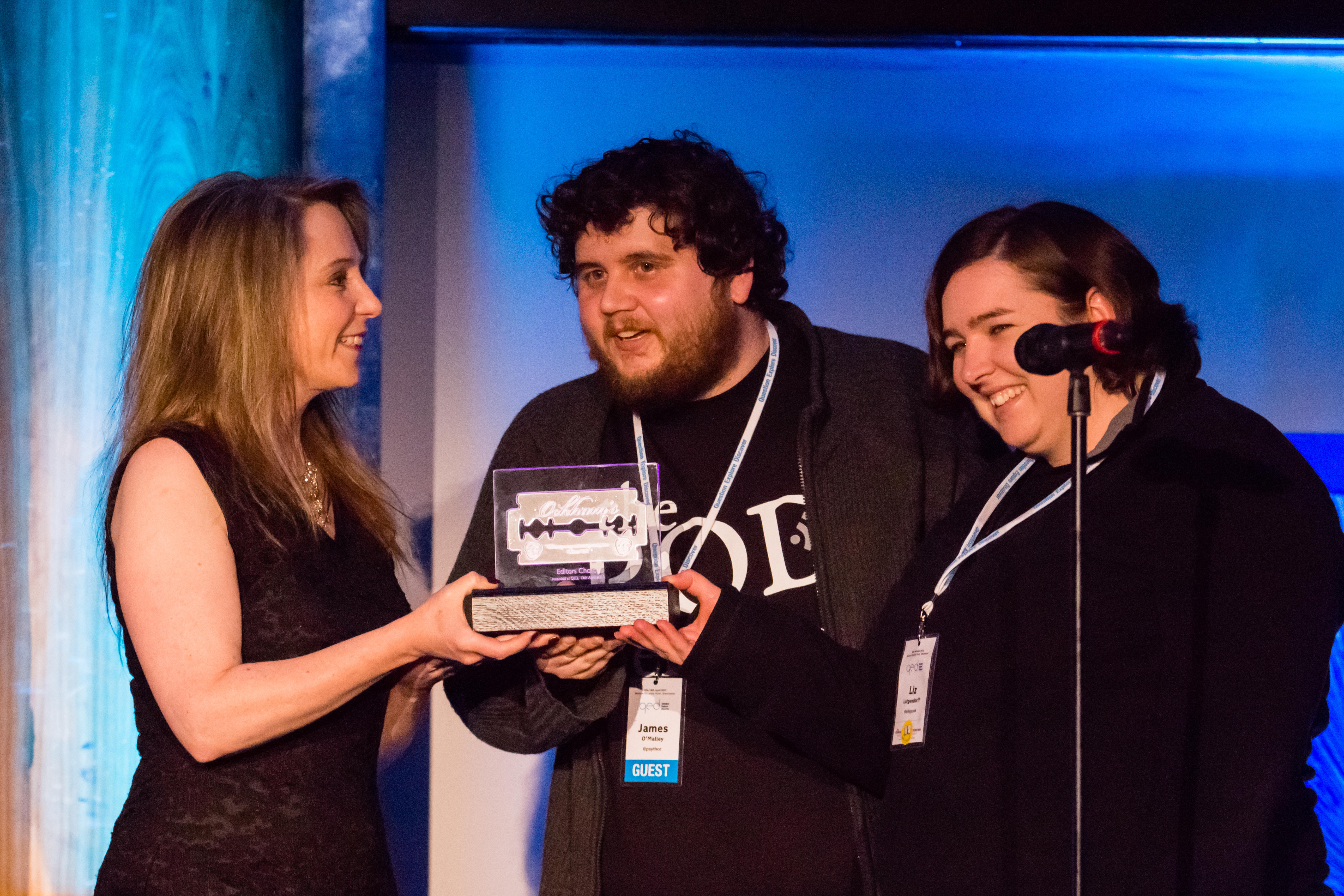
Deborah Hyde presenteert de Editors' Choice award aan James O'Malley en Liz Lutgendorff van The Pod Delusion bij de Ockam Awards' Ceremony, onderdeel van QED 2013 in Manchester.

In 2011 werd Hyde aangesteld tot hoofdredacteur van The Skeptic, een Brits tijdschrift dat wetenschap en kritisch denken bevordert, als opvolger van Lindsay Kallis en enkele andere bekende skeptici die vroeger hoofdredacteur zijn geweest, onder wie Chris French en oprichter Wendy M. Grossman. Het eerste nummer onder haar redactie was jaargang 23, nummer 2 in 2011.
Als hoofdredacteur werkt Hyde met een internationale adviesraad van experts afkomstig uit tal van verschillende disciplines, onder wie enkele wereldwijd beroemde wetenschappers, wetenschapscommunicators en wetenschapspopulariseerders, zoals Susan Blackmore, Stephen Fry, Derren Brown, Brian Cox, Richard Dawkins, Edzard Ernst, Robin Ince, PZ Myers, Phil Plait, Massimo Polidoro, Simon Singh, James Randi en Richard Wiseman.

### De Ockham Awards
In 2012 kwam Deborah Hyde op het idee om prijzen uit te reiken aan mensen die een uitzonderlijke prestatie hebben geleverd op verschillende terreinen van skeptisch activisme om hen speciale erkenning te verlenen voor het vele werk dat ze deden ter bevordering van wetenschap en skepticisme. Hiervoor stelde ze de Ockham Award in, een verwijzing naar Ockhams scheermes. Sinds dat jaar is de Ockham Awards Ceremony een vast onderdeel van de skeptische conferentie "QED: Question, Explore, Discover". De prijs wordt officieel uitgereikt door tijdschrift The Skeptic in een aantal categorieën, die worden bepaald door een comité bestaande uit de bekende skeptici prof. Chris French, prof. Richard Wiseman, Wendy Grossman, Jon Ronson en Simon Singh.

## Persoonlijk leven
Deborah Hyde woont in West-Londen.